# Enying
Enying (németül: Eining) város Fejér vármegyében, a Mezőföld nyugati peremén, az Enyingi-háton. Az Enyingi járás központja.

## Nevének eredete
A város nevének első írásos említése 1138-ból származik, a dömösi prépostság birtokösszeírásában. Puszta személynévből keletkezett magyar névadással. Az alapjául szolgáló személynév német eredetű lehetett, Enig vagy Ening.
A település története során több nemesi család birtokában volt, köztük a Török családéban a 15. században, majd a Batthyány családéban a 18. század második felétől. Bár a város címere és történelme gazdag részletekkel szolgál, ezek nem adnak közvetlen információt a név eredetéről.
Egyes felvetések szerint az "En" személynévhez kapcsolódó "-ing" képzőből alakult ki, ami birtoklást vagy hozzátartozást fejez ki. Ez arra utalhat, hogy a terület egy En nevű személy birtoka vagy leszármazottainak lakhelye volt.

## Címere
A város címere álló, csücskös talpú pajzs, kék mezőben lebegő aranykoronából kinövő, oldalra forduló barna medvét ábrázol, amely fogai és mancsai között ezüstszínű kardot tart. A címer eredete II. Ulászló király 1507-es adományáig vezethető vissza, amikor a Török család vitézségét és a török elleni harcokban szerzett érdemeit elismerve adományozta nekik ezt a címert.

## Fekvése

### Közúti kapcsolat
Fejér vármegye délnyugati részén, Fejér, Somogy és Veszprém megyék hármas határán, a Balatontól légvonalban 7 kilométerre fekszik. A település közlekedési gerincét jelentő 64-es főút egyben a településközi kapcsolatok jelentős részét is bonyolítja. Siófokkal a 6401-es, Lajoskomárommal a 6404-es út köti össze, a határában indul a 6301-es út Polgárdi felé, és néhány kilométernyi szakaszon a határában húzódik a 7-es főút is. [A 6401-es egy szakasza Balatonszabadi területén szilárd burkolat nélküli mezőgazdasági út.] Országos közútnak számít még a város területén az egykori Enying vasútállomásra vezető 63 305-ös út, valamint a Kabókapuszta és Leshegy városrészeket összekötő, a 6404-esből kiágazó 64 106-os út.
Enyinget Dunaföldvárral, Veszprémmel, Székesfehérvárral és Siófokkal, illetve a környező településekkel kötik össze autóbuszjáratok. A távolsági közlekedésben meghatározó az átmenő buszjáratok szerepe. Közvetlen buszjárat köti össze Budapesttel, Szekszárddal, Tamásival és Bajával.

### Vasúti kapcsolat
1895-től a település vasúti kapcsolattal is rendelkezett: ez volt az úgynevezett 49-es számú, Dombóvár–Lepsény-vasútvonal. A pálya rossz állapota miatt az 1990-es években részekben szűnt meg rajta a személyszállítás. 1990-től a Tamási elágazástól Dombóvár felé kivonták a vonalat a forgalomból (a Tamási-Gyönk vonal máig létezik), majd 1992-ben a Tamási és Mezőhidvég közötti szakaszon is megszűnt a személyszállítás (a vágányok egy részét pedig hamarosan ellopták). Ekkor Enyingről Lepsény felé még el lehetett vasúton jutni. A személyszállítás véglegesen 1999-ben szűnt meg a vonalon, majd 2012 körül a teherszállítás is. 1999-től vonatok helyett helyett vonatpótló autóbuszok jártak 2007. március 3-ig. 2023 végén egy kormányrendelettel a Magyar Állam végleg lemondott a megmaradt szakaszról.

## Története
Enying első ismert említése 1241-ből való, akkor királyi tulajdonban állt. A 15. században királyi adományként a Török család birtokába került, ám az uralkodó 1541-ben elvette Török Bálint akkori nándorfehérvári bán birtokait, így Enying is ismét királyi tulajdonba ment vissza. Az 1540-es évek végén azonban a területet elfoglalták a törökök, ami miatt e település is nagyban elnéptelenedett.
A törökök kiűzése 1686 körül végződött a környéken, Enying újratelepülése azonban lassan zajlott. A terület birtokosai a 18. század második felében a Batthyányak lettek, és látványos fejlődés indult meg a településen. 1789-1792 között a református templom, 1810-ben uradalmi kastély épült a településen, környékén pedig majorságok jöttek létre. A 19. század második felében pedig járási székhely lett Enying.
A 20. század elején megépült Lepsény – Enying – Dombóvár vasútvonal leginkább csak a nagybirtokon megtermett termények eladását szolgálta, komolyabb tőkevonzó hatást nem tudott kifejteni. A második világháború után a nagybirtokok földjeit az enyingiek és sok telepes közt szétosztották, majd tsz és állami gazdaság alakult a községben. Az itt nyereségesen termelő üzemek a rendszerváltás után is meg tudtak maradni, bevételt hozva a városnak, amely egészen az 1950-es megyerendezésig Veszprém vármegyéhez tartozott.
1992-ben városi címet kapott, ezt követően nagyarányú fejlődést mutatott úgy a szolgáltatás, mint a kereskedelem vagy a turizmus terén. Utóbbi számára azonban kisebb érvágást jelentett, amikor 2000-ben megszűntek a város vasúti kapcsolatai, az itteni vasútvonal bezárásával.

### Balatonbozsok településrész
A szomszédos, Enyinggel már majdnem teljesen összeépült Balatonbozsok község 1966. év október 1-jén közigazgatásilag Enyinggel egyesült. Balatonbozsok ugyancsak régi település volt Veszprém megyében. Pred. Bosus néven már 1082-ben szerepel. 1435-ben a Fejérvári egyház birtokában volt. Az 1488-as évben egytelkes nemesek lakták. A török időkben elpusztult, de a 17. század elején már ismét virágzó egyháza volt. Birtokosai a Jankovics család és más kisebb nemesek voltak (Szeghalmi Gyula: Dunántúli vármegyék, 1937.). Az 1848-as szabadságharcban részt vettek a balatonbozsokiak is. Leshegy alatt várták Jellasics seregét. Bozsok nemesurak fészke volt, kevés volt a parasztság, ezért a Bakonyból hoztak munkásokat aratásra, nyomtatásra. Az 1828-as évben 400 fő lakosa volt, a földművelés mellett virágzott a takács céhmesterség. A kiegyezésig Balatonbozsok volt a járásszékhely, illetékessége alá tartozott Enying is.
A „Budai Posta út” Bozsokon vezetett keresztül. Míg a dombóvári vasútvonal nem épült meg, addig Bozsokon keresztül szállították a gabonát délről Veszprémbe. Bozsokon volt az átutazók pihenőhelye. Minden harmadik ház vendégfogadó volt ebben az időben. Az utolsó két beszálló vendéglő az 1930-as években szűnt meg.
Temploma Árpád-kori, a 64-es úttól nyugatra levő dombon áll. A törökök a tetőzetét lerombolták, majd a lakosság később új tetőt épített rá. Az ablakmélyedések eredetiek. Nyolcvan centiméter vastag fala kőből épült. A templom melletti dombon volt az első település, egészen a török időkig. Szántáskor épületmaradványok és török időkből származó sarkantyúk kerültek elő.
A mai település gerince a 64-es közlekedési út mentén húzódik. A törökök kiűzése után a mai gerincvonalon indult fejlődésnek a község. Itt épültek lakóházak, majd amikor a község járási székhellyé vált, a jelenlegi Fő utca 37. számú épület helyén volt a főszolgabírói hivatal, a járásbíróság pedig a Fő utca 27. számú ház helyén.
A második világháború után a 64-es úttal párhuzamosan keletre alakultak ki a Mikszáth Kálmán és a Gárdonyi utcák. Ezek az úgynevezett "FAGI"-házak (1945. évi kedvezményes házhely-juttatások). Majd ezután ugyancsak a Virág utca, párhuzamosan a 64-es úttal. A Fő utcától nyugatra nyílik a Kertalja utca, keltre pedig a Kun Béla, Arany János és Móra Ferenc utcák. Az utóbbi négy utca az 1950-60-as években alakultak ki.
A már Balatonbozsokkal egyesült Enying gerincvonala mintegy nyolc kilométer hosszúságban húzódik a 70-es főútvonal irányában.

## Közélete

### Polgármesterei

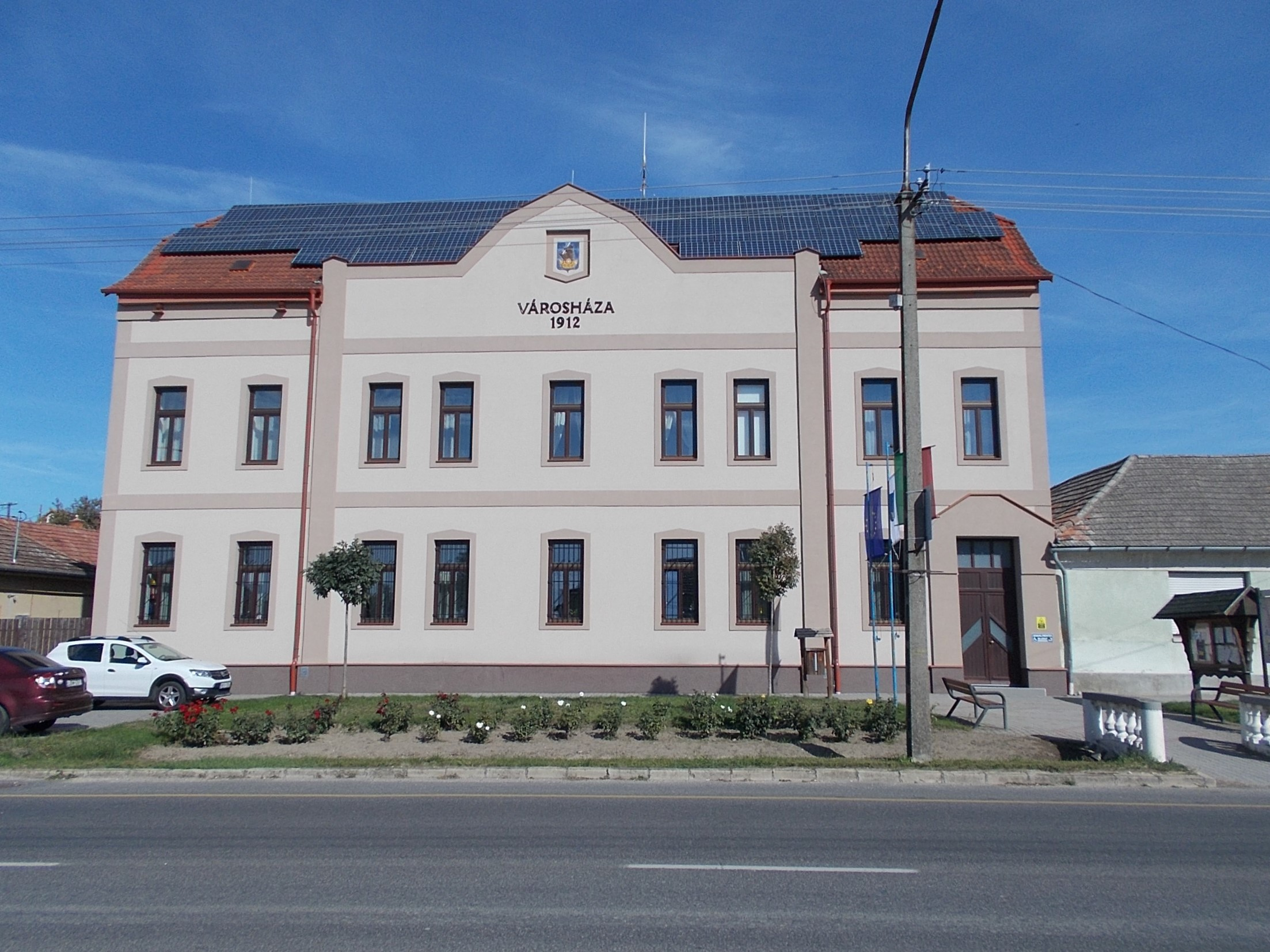
A városháza épülete

| Polgármester | Polgármester        | Polgármester |                                     |
| ------------ | ------------------- | ------------ | ----------------------------------- |
| 1990–1994    | Dr. Dobai Lajos     | független    |                                     |
| 1994–1998    | Dr. Óvári László    | független    |                                     |
| 1998–2002    | Dr. Óvári László    | független    |                                     |
| 2002–2006    | Tóth Dezső          | független    |                                     |
| 2006–2010    | Tóth Dezső          | független    |                                     |
| 2010–2012    | Dr. Pintér György   | független    | hivatalában elhunyt                 |
| 2012–2014    | Pődör Gyula         | független    | Időközi választás: 2012. június 17. |
| 2014–2019    | Viplak Tibor László | független    |                                     |
| 2019–2024    | Viplak Tibor László | Fidesz-KDNP  |                                     |
| 2024–        | Kiss Norbert Ivó    | Fidesz-KDNP  |                                     |

## Kultúra, oktatás
A városban több óvoda is található, a Herceg Batthyány Fülöp Gimnázium és Általános Iskola a város önkormányzata, a Tinódi Lantos Sebestyén Református Általános Iskola és Alapfokú Művészetoktatási Intézmény pedig a református gyülekezet fenntartásában működik. A Vas Gereben városi művelődési ház igazgatása alatt könyvtár működik.
A Tinódi Lantos Sebestyén Református Iskola a '48-as államosítást követően 1996-ban indul újra - ekkor egyelőre zeneiskolaként (alapító-igazgatója: Hajdú Zoltán református lelkész, majd később Szabó Szilárd). Később a néptánc, képző- és iparművészet, valamint dráma művészeti ágak képzése is elindul. 2002-től általános iskolai képzés is folyik a falak között, de ennek és a többi művészeti tanszak sok elismeréssel díjazott működése ellenére a mai napig a városban leginkább csak zeneiskolaként emlegetik a Tinódit, mely 2007-ben kiválóra minősített alapfokú művészetoktatási intézmény lett. Az iskolában a 2010-től gyermekpszichiáteri szolgálat is segíti a gyermekeket.
A Tinódi Lantos Sebestyén Református Iskola rézfúvós kamarazenekara több, mint tízéves múltra tekint vissza. Külföldön is sok helyen szerepelt. Karvezetője Demény István.

### Ismétlődő rendezvények
Minden évben szeptember második hétvégéjén megrendezik az „Enyingi Török Bálint Napok”at. A rendezvénysorozatot hagyományosan az iskola rézfúvós együttese nyitja meg a református templom kertjében álló Enyingi Török Bálint szobor előtt. A programsorozathoz gyakran kapcsolódik történeti előadássorozat.
- Október 1. - A zene világnapja.

A város hagyományos kulturális programja a református iskola és gyülekezet Nyáresti Orgonamuzsika koncertsorozata is.

## Testvérvárosai
- Bad Urach, Németország
- Świerklany, Lengyelország
- Bánffyhunyad, Románia
- Jukamenszkoje, Oroszország

## Népesség
A település népességének változása:
| Lakosok száma | 6868 | 6839 | 6655 | 6622 | 6383 | 6448 | 6426 |
|               | 2013 | 2014 | 2018 | 2021 | 2022 | 2023 | 2024 |

A 2011-es népszámlálás során a lakosok 88,7%-a magyarnak, 2,4% cigánynak, 1,3% németnek mondta magát (10,7% nem nyilatkozott; a kettős identitások miatt a végösszeg nagyobb lehet 100%-nál). A vallási megoszlás a következő volt: római katolikus 48,1%, református 18,2%, evangélikus 1,6%, görögkatolikus 0,2%, felekezeten kívüli 11,9% (19,2% nem nyilatkozott).
2022-ben a lakosság 88,1%-a vallotta magát magyarnak, 1,2% cigánynak, 0,9% németnek, 0,1-0,1% szerbnek, lengyelnek, görögnek, ukránnak, románnak és szlováknak, 2,2% egyéb, nem hazai nemzetiségűnek (11,6% nem nyilatkozott; a kettős identitások miatt a végösszeg nagyobb lehet 100%-nál). Vallásuk szerint 30,3% volt római katolikus, 14% református, 1,1% evangélikus, 0,1% görög katolikus, 0,7% egyéb keresztény, 0,9% egyéb katolikus, 11,3% felekezeten kívüli (41,4% nem válaszolt).

## Nevezetességei

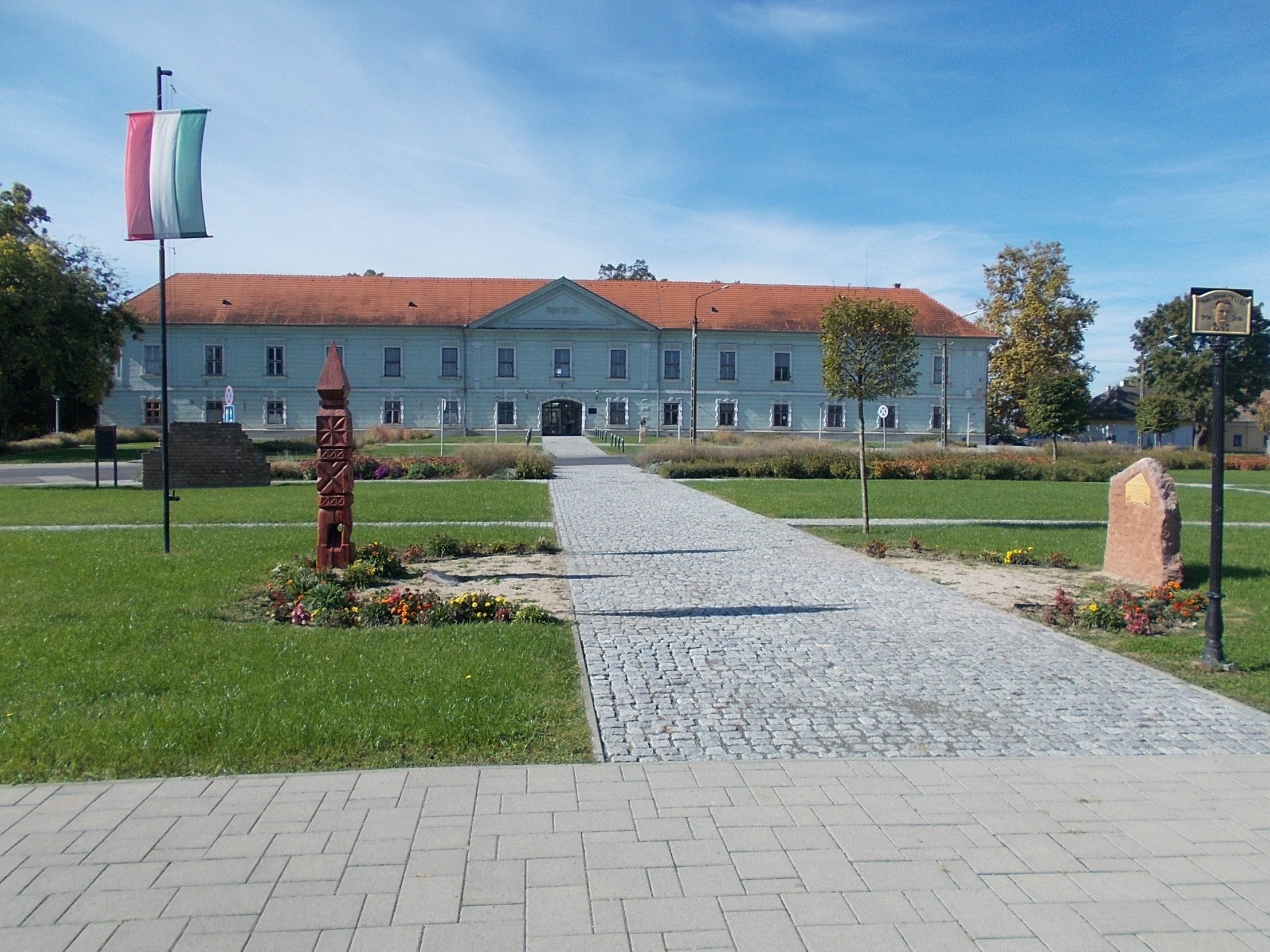
A Batthyány-Draskovich-Csekonics-kastély

- Nepomuki Szent Jánosnak szentelt katolikus templom (klasszicista, 1838-1841)
- Református templom (barokk, 1789-1792)
- Batthyány–Draskovich–Csekonics-kastély (klasszicista, 19. század első fele)
- Szent-Györgyi Albert bronz mellszobra a kastélynál (a Nobel-díjas tudóst a II. világháború alatt itt bújtatták, ennek állít emléket a szobor)

## Híres enyingiek
- Batthyány Fülöp herceg, Érd újjáépítője, jelentős mecénás, aki húsz évig itt is élt.
- Bocsor István pápai professzor itt született.
- Könczöl Csaba esszéíró, műfordító, kritikus, szerkesztő
- Méhes László Jászai Mari-díjas színész, rendező
- Némethy Vilmos ügyvédnek, kisgazdapárti országgyűlési képviselőnek itt volt birtoka, ahol gazdálkodást folytatott
- Orosz Róbert színész
- Porga Gyula veszprémi polgármester
- Stefán Gábor koreográfus
- Telegdi Zsigmond orientalista, nyelvész, egyetemi tanár, az Magyar Tudományos Akadémia Nyelvtudományi Bizottsága tagja, A Szász Tudományos Akadémia külső tagja
- Enyingi Török Bálint nándorfehérvári bán itt élt, és az ő családi tulajdonukban volt a település.
- Vas Gereben író itt született és itt élt.
- Verebics Ágnes képzőművész, festőművész
- Verebics Katalin festőművész
- Szentgyörgyi Dezső, vadászrepülő. Nevét viseli a a kecskeméti helikopterbázis.

## Forrás
- ↑ Kiss Lajos: Kiss, Lajos. Földrajzi nevek etimológiai szótára. Budapest: Akadémiai (1980). ISBN 963 05 2277 2